# Lorong Chuan
Lorong Chuan – stacja podziemna Mass Rapid Transit (MRT) na Circle Line w Singapurze. Znajduje się na zachodnim krańcu Serangoon Avenue 3.